# Lady Noriega Hoyos
Lady Noriega (Montería, 9 de novembre de 1970) es una actriu, cantant i exmodel colombiana. Es més coneguda pels seus diversos papers a la televisió, destacant ente ells el rol de «Pepita Ronderos» en Pasión de Gavilanes i també sent part de les cantant d'aquesta telenovel·la.

## Biografia
Lady Noriega Hoyos va néixer a Montería, Córdoba l'any 1970. Des de que l'actriu tenia cinc anys d'edat, juntament amb la seva família, es van traslladar a Medellin.
Va estar casada amb Carlos Alberto Peña. Al 2014, va passar un dels seus pitjors moments de la seva vida, ja que després d'haver-se casat amb el cirurgià plàstic Rodolfo Chaparro i tornar a Medellin després del viatge de noces, la cantant va perdre a la seva mare a causa d'un aneurisme, i al poc temps, va perdre al fill que estava esperant.

## Trajectòria professional
Inicia la seva carrera professional com a model, representant a la seva ciutat natal en el Concurso Nacional de Belleza de Colòmbia (Colombia, 1991). Anteriorment, ja es dedicava al modelatje i es dedicava a la instrucció d'aeròbics.
També ha participat en telenovel·les com Prisioneros del amor, Enamorada, Pasión de Gavilanes, Montecristo, Victorinos, Celia, entre d'altres. A més a més, va protagonitzar l'Equador una telenovela titulada María Soledad. Cal destecar, que aquesta protagonització a la telenovela va ser el seu debut a la pantalla.
A la seva fase com a cantant, ha gravat diversos temes com “Maldito amor”, “Una razón”, “Paloma negra”, entre altes. Per la telenovela Pasión de Gavilanes, també va enregistrar diversos temes, destacant “Llegaste”, “Pecado mío” i “La Candelosa”.

## Filmografia

### Televisió
- Cuando vivas conmigo (2016) — "La Musa"
- Celia (2015) — María Guillén
- La Madame (2013) — Alejandra Camacho
- Mujeres al Limite (2011) — Varios personatges
- Tu voz estéreo (2010) — Varis personatges
- Victorinos (2009) — Dolores
- Sin senos no hay paraíso (2008) — Mánager
- Montecristo (2007) — Lola
- Sin vergüenza (2007) — Silvia Sepúlveda
- Decisiones (2007) — Episodi: 'Paraíso artificial' com a Laura
- Así es la vida (2008)
- Padres e hijos (2006) — Conchita
- La saga, negocio de familia (2004) — Natasha
- Pasión de Gavilanes (2003-2004) — María Josefa Trinidad Felipa "Pepita" Ronderos
- Enamorada (1999) — Laura Guzmán
- Pandillas, guerra y paz (2000) — Diana
- Prisioneros del amor (1996-1997) — Damasco
- María Soledad (1995) — María Soledad González Mejía
- Padres e hijos (1995) — Actuació especial
- El último beso (1994)
- Fiebre (1993)
- Te quiero pecas (1992)
- Unisex (1992)

### Reality
- MasterChef Celebrity Colombia (2022) — Participant

### Presentadora
- Sin Tapujos (2017)
- Crónicas de Sábado - 2 documentals de la vida de Jenny Rivera (2016)
- Bailando por un Sueño (2005)
- Esta que arde. (Equador) (1998-1999)
- La Bella y la Bestia (1997-1998)
- Magazine Variedades (1992)

### Esdeveniments
- Amazonas somos todos (2020) — Convidada